# ハインツ・ベートゲ
ハインツ・ベートゲ（Heinz Bethge、1919年11月15日 - 2001年5月9日）は、ドイツの物理学者である。

## 略歴
マクデブルクで生まれた。ベルリン工科大学で物理学を学んだ。1940年に国家社会主義ドイツ労働者党に参加し、陸軍に召集された。戦後研究に戻り、1954年にハレ大学から博士号を得た。1960年にハレ大学の教授に任じられ、東ドイツ科学アカデミーの電子顕微鏡センターを設立した。1968年にセンターは固体物理・電子顕微鏡研究所となり、その所長を1984年まで続けた。この研究所はハレのマックス・プランク微細構造物理学研究所 (ドイツ語名：Max-Planck-Institut für Mikrostrukturphysik)とフラウンホーファー材料力学研究所 (ドイツ語名：Fraunhofer-Institut für Werkstoffmechanik )の前身となった研究所である。
1969年に東ドイツ科学アカデミーの准会員となり、1972年に正会員となった。1964年からドイツ科学アカデミー（レオポルディーナ）の会員に選ばれ、1974年にクルト・モーテス（Kurt Mothes）の後を継いで、レオポルディーナの会長に就任し、1990年まで16年間、会長職を続けた。
固体表面の構造などの研究で知られる。

## 受賞歴
- 1967年 - 東ドイツ国家賞（Nationalpreis der DDR）
- 1984年 - カール・マルクス・シュタット工科大学の名誉博士号
- 1987年 - 東ドイツ物理学会、Gustav-Hertz-Medaille
- 1989年 - ドイツ電子顕微鏡学会名誉会員
- 1989年 - レオポルディーナ、コテニウス・メダル
- 1990年 - ベルリン・ブランデンブルクアカデミー、ヘルムホルツ・メダル
- 1992年 – ドイツ連邦共和国功労勲章
- 1995年 – エドゥアルト・ライン財団文化賞
- 1999年 – Nationalpreis der Nationalstiftung
- 2000年 – ドイツ物理学会名誉会員

## 著作
- Elektronenmikroskopie in der Festkörperphysik. Springer, Berlin u. a. 1982, ISBN 3-540-11361-4.
- Electron microscopy in solid state physics. Elsevier, Amsterdam 1987, ISBN 0-444-98967-6.